# Insurrection sahraouie
L' insurrection sahraouie (1973-1976) est une insurrection armée menée par le Front Polisario contre le régime colonial espagnol au Sahara espagnol, du 10 mai 1973 au 26 février 1976. Cette insurrection est considérée comme la première véritable lutte anticoloniale organisée au Sahara occidental,,,,,,,,,.